# 德黑蘭當代藝術博物館
德黑蘭當代藝術博物館（波斯語：‎）是位於伊朗首都德黑蘭拉雷公園的一所當代藝術博物館，由伊朗建築師卡姆蘭·迪巴設計建造于1977年。該博物館主體位於地下。
德黑蘭當代藝術博物館是歐洲和美國以外收藏有最高價值西方藝術品的博物館之一，由法拉赫·巴列維出資、美國人大衛·加洛韋等收集。 據稱其中藏品價值可達25億美元。

## 外部連結
- 维基共享资源上的相關多媒體資源：德黑蘭當代藝術博物館